# Rubén Pardo
Rubén Pardo Gutiérrez (Logroño, La Rioja, 22 de octubre de 1992) es un futbolista español.

## Trayectoria

### Inicios
Es natural del pueblo riojano de Rincón de Soto. Rubén fue captado por la Real Sociedad, cuando tenía 12 años de edad, procedente del River Ebro de su localidad. En 2010, con sólo 18 años, dio el salto a la Real Sociedad "B" con la que debutó en Segunda División B.
En verano de 2011, el Real Madrid presentó una oferta formal para incorporarle a su equipo filial aunque finalmente el traspaso no se llevó a cabo.

### Real Sociedad
El 29 de octubre de 2011 debutó en Primera División, en Anoeta, frente al Real Madrid (0-1). El 13 de febrero marcó su primer tanto en Liga ante el Sevilla (2-0). Tras una primera campaña de adaptación, en la temporada 2012-13, fue teniendo más impacto en el equipo dirigido por Philippe Montanier, dando cuatro asistencias. Al año siguiente, con Jagoba Arrasate, debutó en Liga de Campeones en un triunfo ante el Olympique de Lyon (0-2). Por otro lado, firmó once asistencias y tres goles en Liga, entre los tantos más destacados, el logrado frente al Athletic Club en enero.
En las siguientes dos temporadas alcanzó cifras similares, tanto de minutos como de asistencias, a pesar de tener tres entrenadores diferentes (Arrasate, Moyes y Eusebio). Entre ambas campañas disputó sesenta y seis partidos y dio catorce asistencias, siete en cada una. Sin embargo, tras jugar apenas cuatro encuentros en la primera mitad de la campaña 2016-17, fue cedido al Real Betis en enero de 2017.

### Real Betis y vuelta a San Sebastián
En el equipo verdiblanco jugó dieciséis encuentros, quince de ellos como titular. En su vuelta al club donostiarra, su situación no mejoró. A lo largo de la campaña 2017-18 jugó diez encuentros, si bien, el 8 de abril llevó por primera vez el brazalete de capitán frente al Girona.
Comenzó la temporada 2018-19 como titular en los primeros meses. El 8 de enero de 2019 anotó, en el Estadio Santiago Bernabéu, frente al Real Madrid (0-2) para sentenciar el encuentro en el minuto 83. Tras un mes de baja por lesión, fue titular en el tramo final de la temporada bajo las órdenes de Imanol Alguacil.

### Girondins de Burdeos
El 31 de enero de 2020, a cinco meses de expirar su contrato con la Real Sociedad, se marchó gratis al F. C. Girondins de Bordeaux firmando un contrato hasta 2022.

### C. D. Leganés

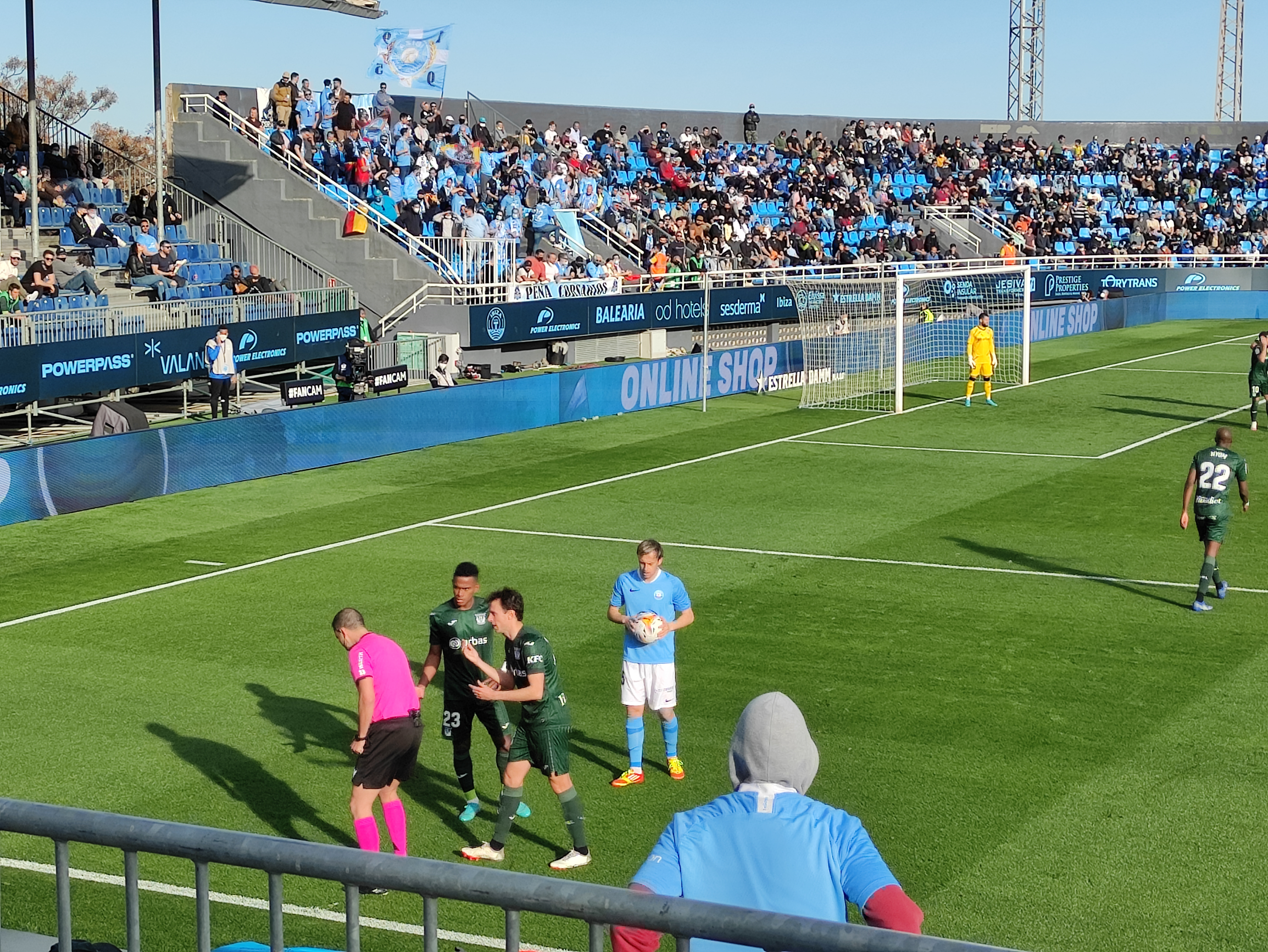
Rubén Pardo con la camiseta del C. D. Leganés.

El 28 de septiembre fue cedido una temporada al Club Deportivo Leganés. Al ser cedido, afirmó haber rechazado ofertas de clubes de primera división para poder jugar en el Leganés en Segunda División. A finales de agosto de 2021, tras haber iniciado la temporada jugando con el Girondins, rescindió su contrato con el equipo francés y regresó al conjunto pepinero firmando un contrato por dos años más otro opcional.

### Aris Salónica
Al finalizar la temporada 2022-23 quedó libre y en el mes de agosto fichó por el Aris Salónica F. C. En la temporada 2023-24 disputó un total de 577 minutos en el club griego, lo que hizo de él el vigesimosexto jugador más utilizado de la plantilla. En la temporada 2024-2025 jugó un total de 250 minutos entre todas las competiciones, lo que hizo de él el vigesimocuarto jugador más utilizado de la plantilla.  En 2025 quedó libre al expirar su contrato con el club griego. 

## Selección nacional
En 2009 fue parte de la plantilla selección española sub-17 para el Campeonato Europeo Sub-17, aunque solo llegó a jugar un partido en aquel torneo, entrando como sustituto frente a Francia. Dos años más tarde, en el verano de 2011, participó en el Campeonato Europeo Sub-19. En dicho torneo fue un fijo en el once inicial, ayudando en la conquista del título en la final frente a la República Checa (2-3). En la final realizó un remate, que desvió Aurtenetxe, que sirvió para lograr el empate en el minuto 85 y, posteriormente, asistió a Paco Alcácer en el gol del triunfo en el minuto 115 de la prórroga.
El 5 de febrero de 2013 debutó en un amistoso frente a Bélgica con la selección española sub-21.

## Estadísticas
| Club                         | País    | Año       | Partidos | Goles |
| ---------------------------- | ------- | --------- | -------- | ----- |
| Real Sociedad "B"            | España  | 2010-2012 | 37       | 1     |
| Real Sociedad                | España  | 2012-2020 | 194      | 7     |
| Real Betis Balompié (cedido) | España  | 2017      | 16       | 1     |
| F. C. Girondins de Burdeos   | Francia | 2020-2021 | 9        | 1     |
| C. D. Leganés (cedido)       | España  | 2020-2021 | 38       | 4     |
| C. D. Leganés                | España  | 2021-2023 | 69       | 2     |
| Aris Salónica F. C.          | Grecia  | 2023-2025 | 24       | 1     |

Fuentes: BDFutbol - Superliga de Grecia.

## Palmarés

### Campeonatos nacionales
| Título       | Club          | País   | Año  |
| ------------ | ------------- | ------ | ---- |
| Copa del Rey | Real Sociedad | España | 2020 |

### Campeonatos internacionales
| Título                    | Club               | País    | Año  |
| ------------------------- | ------------------ | ------- | ---- |
| Campeonato Europeo Sub-19 | Selección española | Rumania | 2011 |